# 缩放不变特征转换
缩放不变特征转换(SIFT)是计算机视觉中的一种用来检测和描述图片局部特征的算法。该算法是David Lowe在1999年提出的。
应用领域包括目标识别，机器人位置自建以及导航，图像开关，三维建模，手势识别，视频跟踪，野生动物个体识别以及动作匹配。

该算法受美国专利保护；专利所有人为不列颠哥伦比亚大学。

## 概述
对于图片中的任意物体，可以通过提取出其上的兴趣点来提供一个对该物体的“特征描述”。当需要在一个有很多其他物体的测试图片中定位此物体时，这一从某个训练图像中提取出来的描述就可以用来识别这个物体。为了保证识别的可靠性，必须保证从训练图像中提取出来的特征即使在图像大小，噪声和光照发生变化时依然能被检测到。这样的点通常在图像的高对比度区域，如物体边缘。
该特征另一个重要的特性是它们在原始场景中的相对位置不应该随图像的变化而变化。例如，如果一个门的四个角被用来作为特征，那么不管门的方向发生怎样的变化，它们依然有效；但是如果图像帧中的点也被作为特征，那么当门打开或者关闭时识别就会失败。类似地，铰接的或者柔软的物体的特征也会失效，如果它们的内部位置在待处理的图像集中两张图像中发生了变化。但是，在实际使用中SIFT检测并使用了图像的大量特征，这就减少了由局部变化带来的全部特征匹配的总体误差。
即使在重合或者部分遮盖的情形下，Lowe的专利方法也能鲁棒地识别物体， 因为他的SITF描述算子是对全局缩放、方向不变的，而且对仿射变换和光照变化保持部分不变。这一节总结了Lowe的物体识别方法并给出了目前可用的几种在重合和部分遮盖条件下可与之匹敌的物体识别技术。